# Senyals de trànsit d'indicació
 Tornar a:  Senyal de trànsit
Els senyals de trànsit d'indicació són aquells que informen el conductor sobre quelcom d'interès. Aquests senyals són quadrats o rectangulars, de color blau amb els elements i la vora en blanc.
A continuació es llisten els senyals amb la seva referència i la seva llegenda corresponent.

## Senyals d'indicacions generals
| Imatge                                         | Nom i significat |
| ---------------------------------------------- | --- |
| Autopista                                      | Autopista S-1 Indica el principi d'una autopista i, per tant, el lloc a partir del qual s'apliquen les regles especials de circulació en aquest tipus de via. El símbol d'aquest senyal pot anunciar la proximitat d'una autopista o indicar el ramal d'una intersecció que condueix a una autopista. |
| Autovia                                        | Autovia S-1a Indica el principi d'una autovia i, per tant, el lloc a partir del qual s'apliquen les regles especials de circulació en aquest tipus de via. El símbol d'aquest senyal pot anunciar la proximitat d'una autovia o indicar el ramal d'una intersecció que condueix a una autovia. |
| Final d'autopista                              | Fi d'autopista S-2 Indica el final d'una autopista. |
| Final d'autovia                                | Fi d'autovia S-2a Indica el final d'una autovia. |
| Via reservada per a automòbils                 | Via reservada per a automòbils S-3 Indica el principi d'una via reservada a la circulació d'automòbils. |
| Final de via reservada per a automòbils        | Fi de via reservada per a automòbils S-4 Indica el final d'una via reservada a la circulació d'automòbils. |
| Túnel                                          | Túnel S-5 Indica el principi i, eventualment, el nom d'un túnel, d'un pas inferior o d'un tram de via equiparat a túnel. Podrà dur a la part inferior la indicació de la longitud del túnel en metres. |
| Final de túnel                                 | Fi de túnel S-6 Indica el final d'un túnel, d'un pas inferior o d'un tram de via equiparat a túnel. |
| Velocitat màxima aconsellada de 70             | Velocitat màxima aconsellada S-7 Recomana una velocitat aproximada de circulació, en quilòmetres per hora, que s'aconsella no sobrepassar, encara que les condicions meteorològiques i ambientals de la via i de la circulació siguin favorables. Quan està col·locada sota un senyal d'advertència de perill, la recomanació es refereix al tram en què aquest perill subsisteixi. |
| Final de la velocitat màxima aconsellada de 70 | Fi de velocitat màxima aconsellada S-8 Indica el final d'un tram en què es recomana circular a la velocitat, en quilòmetres per hora, indicada al senyal. |
| Intèrval de velocitat aconsellada              | Interval aconsellat de velocitats S-9 Recomana mantenir la velocitat entre els valors indicats, sempre que les condicions meteorològiques i ambientals de la via i de la circulació siguin favorables. Quan està col·locada sota d'un senyal d'advertència de perill, la recomanació es refereix al tram en què aquest perill subsisteixi. |
| Final de l'intèrval de velocitat aconsellada   | Interval aconsellat de velocitats S-10 Indica el lloc des d'on deixa de ser aplicable una anterior senyal d'interval aconsellat de velocitats. |
| Calçada de sentit únic                         | Calçada de sentit únic S-11 Indica que, a la calçada que es perllonga en la direcció de la fletxa, els vehicles han de circular en el sentit indicat per aquesta, i que està prohibida la circulació en sentit contrari. |
| Calçada de sentit únic                         | Calçada de sentit únic S-11 Indica que, a la calçada que es perllonga en la direcció de les fletxes (dos carrils), els vehicles han de circular en el sentit indicat per aquesta, i que està prohibida la circulació en sentit contrari. |
| Calçada de sentit únic                         | Calçada de sentit únic S-11b Indica que, a la calçada que es perllonga en la direcció de les fletxes (tres carrils), els vehicles han de circular en el sentit indicat per aquesta, i que està prohibida la circulació en sentit contrari. |
| Tram de calçada de sentit únic                 | Tram de calçada de sentit únic S-12 Indica que, en el tram de calçada que es perllonga en la direcció de la fletxa, els vehicles han de circular en el sentit indicat per aquesta, i que està prohibida la circulació en sentit contrari. |
| Pas de vianants                                | Situació d'un pas de vianants S-13 Indica la situació d'un pas per a vianants. |
| Pas superior per a vianants                    | Pas superior per a vianants S-14 Indica la situació d'un pas superior per a vianants. |
| Pas inferior per a vianants                    | Pas inferior per a vianants S-14b Indica la situació d'un pas inferior per a vianants. |
| Calçada sense sortida                          | Presenyalització de calçada sense sortida S-15 Indiquen que, de la calçada en què figura en el senyal amb un requadre vermell, els vehicles només poden sortir pel lloc d'entrada. |
| Calçada sense sortida                          | Presenyalització de calçada sense sortida S-15b Indiquen que, de la calçada en quà figura en el senyal amb un requadre vermell, els vehicles només poden sortir pel lloc d'entrada. |
| Calçada sense sortida                          | Presenyalització de calçada sense sortida S-15c Indiquen que, de la calçada en què figura en el senyal amb un requadre vermell, els vehicles només poden sortir pel lloc d'entrada. |
| Presenyalització de calçada sense sortida      | Presenyalització de calçada sense sortida S-15d Indiquen que, de la calçada en què figura en el senyal amb un requadre vermell, els vehicles només poden sortir pel lloc d'entrada. |
| Sortida d'emergència                           | Zona de frenada d'emergència S-16 Indica la situació d'una zona d'escapament de la calçada, condicionada perquè un vehicle pugui ser detingut en cas de fallada del sistema de frenada. |
| Estacionament                                  | Estacionament S-17 Indica un emplaçament on està autoritzat l'estacionament de vehicles. Una inscripció o un símbol, que representa certes classes de vehicles, indica que l'estacionament està reservat a aquestes classes. Una inscripció amb indicacions de temps limita la durada de l'estacionament assenyalat. |
| Reservat per a taxis                           | Lloc reservat per a taxis S-18 Indica el lloc reservat a la parada i l'estacionament de taxis lliures i en servei. La inscripció d'un nombre indica el nombre total d'espais reservats a aquest fi. |
| Parada d'autobusos                             | Parada d'autobusos S-19 Indica el lloc reservat per a parada d'autobusos. |
| Parada de tramvies                             | Parada de tramvies S-20 Indica el lloc reservat per a parada de tramvies. |
|                                                | Port de muntanya S-21 Indica la situació de transitabilitat del port o tram definit en la part superior del senyal. El panell 1 del senyal S-21. Portarà una d'aquestes dues indicacions: «obert» (1a), «tancat» (1.b). El plafó 2 del senyal S-21. Podrà anar en blanc, en aquest cas no indica cap prescripció; o bé pot indicar que l'ús de cadenes per a neu és obligatori o està recomanat. Durant el plafó 1 del senyal S-21, indica «tancat», el panell 3 podrà portar la indicació del lloc fins al qual la carretera estigui transitable, en les condicions que s'indiquin en el panell 2.                         |
| Hospital                                       | Hospital S-23 Indica, a més, als conductors de vehicles la conveniència de prendre les precaucions que requereix la proximitat d'establiments metges, especialment la d'evitar la producció de soroll. |
| Fi d'obligació d'enllumenat de curt abast      | Fi d'obligació d'enllumenat de curt abast S-24 Indica el final d'un tram en què és obligatori l'enllumenat d'encreuament o curt abast i recorda la possibilitat de prescindir d'aquest, sempre que no vingui imposat per circumstàncies de visibilitat, horari o il·luminació de la via. |
| Canvi de sentit a diferent nivell              | Canvi de sentit a diferent nivell S-25 Indica la proximitat d'una sortida a través de la qual es pot efectuar un canvi de sentit a diferent nivell. |
| Panell d'aproximació a sortida (300 m)         | Panell d'aproximació a sortida (300 m) S-26 Indica en una autopista, en una autovia o en una via per a automòbils que la propera sortida està situada, aproximadament, a 300 metres. |
| Panell d'aproximació a sortida (200 m)         | Panell d'aproximació a sortida (200 m) S-26B Indica en una autopista, en una autovia o en una via per a automòbils que la propera sortida està situada, aproximadament, a 200 metres. |
| Panell d'aproximació a sortida (100 m)         | Panell d'aproximació a sortida (100 m) S-26c Indica en una autopista, en una autovia o en una via per a automòbils que la propera sortida està situada, aproximadament, a 100 metres. |
| Auxili en carretera                            | Auxili en carretera S-27 Indica la situació del pal o lloc de socors més pròxim des del qual es pot demanar auxili en cas d'accident o avaria. El senyal pot indicar la distància a la qual aquest es troba. |
| Carrer residencial                             | Carrer residencial S-28 Indica les zones de circulació especialment condicionades que estan destinades, en primer lloc, als vianants i en les quals s'apliquen les normes especials de circulació següents: la velocitat màxima dels vehicles està fixada en 20 quilòmetres per hora i els conductors han de concedir prioritat als vianants. Els vehicles no poden estacionar exceptuant els llocs designats per senyals o per marques. Els vianants poden utilitzar tota la zona de circulació. Els jocs i els esports estan autoritzats en ella. Els vianants no han de destorbar inútilment als conductors de vehicles. |
| Fi de carrer residencial                       | Fi de carrer residencial S-29 Indica que s'apliquen de nou les normes generals de circulació. |
| Zona a 30                                      | Zona a 30 S-30 Indica la zona de circulació especialment condicionada que està destinada en primer lloc als vianants. La velocitat màxima dels vehicles està fixada en 30 quilòmetres per hora. Els vianants tenen prioritat. |
| Fi de zona a 30                                | Fi de zona a 30 S-31 Indica que s'apliquen de nou les normes generals de circulació. |
| Telepeatge                                     | Telepeatge S-32 Indica que el vehicle que circuli pel carril o carrils així senyalitzats pot efectuar el pagament del peatge mitjançant el sistema de peatge dinàmic o telepeatge, i en les quals a més s'admet el pagament amb targeta o en efectiu. |
| Senda ciclable                                 | Senda ciclable S-33 Indica l'existència d'una via per a vianants i cicles, segregada del trànsit motoritzat, i que discorre per espais oberts, parcs, jardins o boscos. |
| Apartador en túnels                            | Apartador en túnels S-34 Indica la situació d'un lloc on es pot apartar el vehicle en un túnel, per tal de deixar lliure el pas. |
| Apartador en túnels                            | Apartador en túnels S-34 Indica la situació d'un lloc on es pot apartar el vehicle en un túnel, per tal de deixar lliure el pas, i que disposa de telèfon d'emergència. |
|                                                | Inici de tram de concentració d'accidents (punt negre) Indica l'inici d'un punt negre a la carretera. |
|                                                | Fi de tram de concentració d'accidents (punt negre) Indica el final d'un punt negre a la carretera. |

### Senyals de carrils
Aquests senyals indiquen la finalitat dels carrils o el pas d'un a diversos, etc.
| Imatge                                                   | Nom i significat |
| -------------------------------------------------------- | --- |
| Carril reservat                                          | Carrils reservats per al trànsit en funció de la velocitat senyalitzada S-50 Indica que el carril sobre el qual està situada el senyal de velocitat mínima només pot ser utilitzat pels vehicles que circulin a velocitat igual o superior a la indicada, encara que si les circumstàncies ho permeten han de circular pel carril de la dreta. El final de l'obligatorietat de velocitat mínima vindrà establert pel senyal S-52 o R-506. |
| Carril reservat                                          | Carrils reservats per a trànsit en funció de la velocitat senyalitzada S-50b Indica que el carril sobre el qual està situada el senyal de velocitat mínima només pot ser utilitzat pels vehicles que circulin a velocitat igual o superior a la indicada, encara que si les circumstàncies ho permeten han de circular pel carril de la dreta. El final de l'obligatorietat de velocitat mínima vindrà establert pel senyal S-52 o R-506. |
| Carril reservat                                          | Carrils reservats per a trànsit en funció de la velocitat senyalitzada S-50c Indica que el carril sobre el qual està situada el senyal de velocitat mínima només pot ser utilitzat pels vehicles que circulin a velocitat igual o superior a la indicada, encara que si les circumstàncies ho permeten han de circular pel carril de la dreta. El final de l'obligatorietat de velocitat mínima vindrà establert pel senyal S-52 o R-506. |
| Carrils reservats                                        | Carrils reservats per a trànsit en funció de la velocitat senyalitzada S-50D Indica que el carril sobre el qual està situada el senyal de velocitat mínima només pot ser utilitzat pels vehicles que circulin a velocitat igual o superior a la indicada, encara que si les circumstàncies ho permeten han de circular pel carril de la dreta. El final de l'obligatorietat de velocitat mínima vindrà establert pel senyal S-52 o R-506. |
| Carrils reservats                                        | Carrils reservats per a trànsit en funció de la velocitat senyalitzada S-50è Indica que el carril sobre el qual està situada el senyal de velocitat mínima només pot ser utilitzat pels vehicles que circulin a velocitat igual o superior a la indicada, encara que si les circumstàncies ho permeten han de circular pel carril de la dreta. El final de l'obligatorietat de velocitat mínima vindrà establert pel senyal S-52 o R-506. Aquest senyal no apareix en el BOE. |
| Carril reservat per a autobusos                          | Carril reservat per a autobusos S-51 Indica la prohibició als conductors dels vehicles que no siguin de transport col·lectiu de circular pel carril indicat. La menció taxi autoritza també als taxis la utilització d'aquest carril. En els trams en què la marca blanca longitudinal estigui constituïda, al costat exterior d'aquest carril, per una línia discontínua, es permet la seva utilització general exclusivament per realitzar alguna maniobra que no sigui la de parar, estacionar, canviar el sentit de la marxa o avançar, deixant sempre preferència als autobusos i, si escau, als taxis. |
| Final del tercer carril                                  | Final de carril destinat a la circulació S-52 Presenyaliza el carril que va a cessar de ser utilitzable, indicant el canvi de carril precís. |
| Final de carril destinat a la circulació                 | Final de carril destinat a la circulació S-52 Presenyaliza, en una calçada de doble sentit de circulació, el carril que va a cessar de ser utilitzable, i indica el canvi de carril precís. |
| Final de carril destinat a la circulació                 | Final de carril destinat a la circulació S-52b Presenyaliza, en una calçada de doble sentit de circulació, el carril que va a cessar de ser utilitzable, i indica el canvi de carril precís. |
| Pas d'un a dos carrils de circulació                     | Pas d'un a dos carrils de circulació S-53 Indica, en un tram amb un sol carril en un sentit de circulació, que en el pròxim tram passarà a disposar de dos carrils en el mateix sentit de la circulació. |
| Tercer carril                                            | Pas de dos a tres carrils de circulació S-53b Indica, en un tram amb dos carrils en un sentit de circulació, que en el pròxim tram passarà a disposar de tres carrils en el mateix sentit de circulació. |
| Bifurcació cap a l'esquerra en calçada de dos carrils    | Bifurcació cap a l'esquerra en calçada de dos carrils S-60 Indica, en una calçada de dos carrils de circulació en el mateix sentit, que en el pròxim tram el carril de l'esquerra es bifurca cap aquest mateix costat. |
| Bifurcació cap a la dreta en calçada de dos carrils      | Bifurcació cap a la dreta en calçada de dos carrils S-60B Indica, en una calçada de dos carrils de circulació en el mateix sentit, que en el pròxim tram el carril de la dreta es bifurca cap aquest mateix costat. |
| Bifurcació cap a l'esquerra en calçada de tres carrils   | Bifurcació cap a l'esquerra en calçada de tres carrils S-61 Indica, en una calçada de tres carrils de circulació en el mateix sentit, que en el pròxim tram el carril de l'esquerra es bifurca cap aquest mateix costat. |
| Bifurcació cap a la dreta en calçada de tres carrils     | Bifurcació cap a la dreta en calçada de tres carrils S-61b Indica, en una calçada de tres carrils de circulació en el mateix sentit, que en el pròxim tram el carril de la dreta es bifurca cap aquest mateix costat. |
| Bifurcació cap a l'esquerra en calçada de quatre carrils | Bifurcació cap a l'esquerra en calçada de quatre carrils S-62 Indica, en una calçada de quatre carrils de circulació en el mateix sentit, que en el pròxim tram el carril de l'esquerra es bifurca cap aquest mateix costat. |
| Sortida                                                  | Bifurcació cap a la dreta en calçada de quatre carrils S-62b Indica, en una calçada de quatre carrils de circulació en el mateix sentit, que en el pròxim tram el carril de la dreta es bifurca cap aquest mateix costat. |
| Bifurcació                                               | Bifurcació en calçada de quatre carrils S-63 Indica, en una calçada amb quatre carrils de circulació en el mateix sentit, que en el pròxim tram els dos carrils de l'esquerra es bifurca cap a l'esquerra i els dos de la dreta cap a la dreta. |
| Carril bici                                              | Carril bici o via ciclista adossada a la calçada S-64 Indica que el carril sobre el qual està situada el senyal de via ciclista només pot ser utilitzat per cicles. Les fletxes indicaran el nombre de carrils de la calçada, així com el seu sentit de la circulació. |
| Carril bici                                              | Carril bici o via ciclista adossada a la calçada S-64 Indica que el carril sobre el qual està situada el senyal de via ciclista només pot ser utilitzat per cicles. Les fletxes indicaran el nombre de carrils de la calçada, així com el seu sentit de la circulació. aquest senyal no apareix reflectit en el BOE. |

### Senyals de servei
Els següents senyals indiquen la ubicació d'un servei a la carretera.
| Imatge                                               | Nom i significat |
| ---------------------------------------------------- | --- |
| Lloc de socors                                       | Lloc de socors S-100 Indica la situació d'un centre, oficialment reconegut, on es pot fer una cura d'urgència. |
| Base d'ambulància                                    | Base de ambulància S-101 Indica la situació d'una ambulància en servei permanent per a cura i trasllat de ferits en accidents de circulació. |
| ITV                                                  | Servei d'inspecció tècnica de vehicles S-102 Indica la situació d'una estació d'Inspecció Tècnica de Vehicles. |
| Taller de reparació                                  | Taller de reparació S-103 Indica la situació d'un taller de reparació d'automòbils. |
| Telèfon                                              | Telèfon S-104 Indica la situació d'un aparell telefònic. |
| Estació de servei                                    | Sortidor de carburant S-105 Indica la situació d'un sortidor o estació de servei de carburant. |
| Taller de reparació i sortidor de carburant          | Taller de reparació i sortidor de carburant S-106 Indica la situació d'una instal·lació que disposa de taller de reparació i sortidor de carburant. |
| Campament                                            | Campament S-107 Indica la situació d'un lloc (campament) on es pot acampar. |
| Font amb aigua                                       | Aigua S-108 Indica la situació d'una font amb aigua. |
| Lloc pintoresc                                       | Lloc pintoresc S-109 Indica un lloc pintoresc o el lloc des del qual es veu. |
| Hotel o motel                                        | Hotel o motel S-110 Indica la situació d'un hotel o motel. |
| Restauració                                          | Restauració S-111 Indica la situació d'un restaurant. |
| Cafeteria                                            | Cafeteria S-112 Indica la situació d'un bar o cafeteria. |
| Terreny per remolcs-habitatge                        | Terreny per remolcs-habitatge S-113 Indica la situació d'un terreny en el qual es pot acampar amb remolc-habitatge (caravana). |
| Berenador                                            | Berenador S-114 Indica el lloc que es pot utilitzar per al consum de menjars o begudes. |
| Excursions a peu                                     | Punt de partida per a excursions a peu S-115 Indica un lloc apropiat per iniciar excursions a peu. |
| Campament i terreny per a remolcs-habitatge          | Campament i terreny per a remolcs-habitatge S-116 Indica la situació d'un lloc on es pot acampar amb tenda de campanya o amb remolc-habitatge. |
| Alberg                                               | Alberg de joventut S-117 Indica la situació d'un alberg en què la utilització està reservada a organitzacions juvenils. |
| Informació turística                                 | Informació turística S-118 Indica la situació d'una oficina d'informació turística. |
| Vedat de pesca                                       | Coto de pesca S-119 Indica un tram del riu o llac on la pesca està subjecta a autorització especial. |
| Parc Nacional                                        | Parc Nacional S-120 Indica la situació d'un parc nacional, el nom del qual figura inscrit en el senyal. |
| Monument                                             | Monument S-121 Indica la situació d'una obra històrica o artística declarada monument. |
| Altres serveis                                       | Altres serveis S-122 Senyal genèric per a qualsevol altre servei, que s'inscriurà en el requadre blanc. |
| Àrea de descans                                      | Àrea de descans S-123 Indica la situació d'una àrea de descans. |
| Estacionament per a usuaris del ferrocarril          | Estacionament per a usuaris del ferrocarril S-124 Indica la situació d'una zona d'estacionament connectada amb una estació de tren i destinada, principalment, per als vehicles dels usuaris que realitzen una part del seu viatge en vehicle privat i l'altra en ferrocarril.                     |
| Estacionament per a usuaris del ferrocarril inferior | Estacionament per a usuaris del ferrocarril inferior S-125 Indica la situació d'una zona d'estacionament connectada amb una estació de tren inferior i destinada, principalment, per als vehicles dels usuaris que realitzen una part del seu viatge en vehicle privat i l'altra en tren inferior. |
| Estacionament per a usuaris de l'autobús             | Estacionament per a usuaris de l'autobús S-126 Indica la situació d'una zona d'estacionament connectada amb una estació o una terminal d'autobusos i destinada, principalment, per als vehicles privats dels usuaris que realitzen una part del seu viatge en vehicle privat i l'altra en autobús. |
| Àrea de servei                                       | Àrea de servei S-127 Indica en autopista o autovia la situació d'una àrea de servei. |

### Senyals d'orientació

#### Senyals de presenyalització
Els senyals de presenyalització indiquen la ubicació d'una intersecció a una distància adequada perquè tingui eficàcia, i d'un mínim de 500 m en autopistes i autovies, podent reduir fins a 50 m en poblats i repetir diverses vegades a una altra distància.
| Imatge                                                                                      | Nom i significat |
| ------------------------------------------------------------------------------------------- | --- |
| Senyalització de rotonda                                                                    | Presenyalització de rotonda S-200 Indica les adreces de les diferents sortides de la propera rotonda. Si alguna inscripció figura sobre fons blau, indica que la sortida condueix cap a una autopista o autovia. |
| Senyalització cap a carretera                                                               | Presenyalització de direccions cap a una carretera convencional S-220 Indica, en una carretera convencional, les adreces dels diferents ramals de la pròxima intersecció quan un d'ells condueix a una carretera convencional. |
| Senyalització cap a via ràpida                                                              | Presenyalització de direccions cap a una via ràpida S-221 Descatalogat Indica, en una carretera convencional, les adreces dels diferents ramals de la pròxima intersecció quan un d'ells condueix a una via ràpida. |
| Senyalització cap a via ràpida i direcció pròpia                                            | Presenyalització de direccions cap a una via ràpida i direcció pròpia S-221 Descatalogat Indica, en una carretera convencional, les adreces dels diferents ramals de la pròxima intersecció quan un d'ells condueix a una via ràpida. També indica la direcció pròpia de la carretera convencional.                                             |
| Senyalització cap a autopista o autovia                                                     | Presenyalització de direccions cap a una autopista o autovia S-222 Indica, en una carretera convencional, les adreces dels diferents ramals de la pròxima intersecció quan un d'ells condueix a una autopista o una autovia. |
| Senyalització cap a autopista o autovia i direcció pròpia                                   | Presenyalització de direccions cap a una autopista o autovia i direcció pròpia S-222a Indica, en una carretera convencional, les adreces dels diferents ramals de la pròxima intersecció quan un d'ells condueix a una autopista o una autovia. També indica la direcció pròpia de la carretera convencional.                                   |
| Senyalització en autopista cap a qualsevol carretera                                        | Presenyalització de direccions en una autopista o una autovia cap a qualsevol carretera S-225 Indica en una autopista o en una autovia les direccions dels diferents ramals en la pròxima intersecció. També indica la distància, el nombre i, si escau, la lletra de l'enllaç i ramal.                                                         |
| Senyalització en carretera cap a carretera                                                  | Presenyalització amb senyals sobre la calçada en carretera convencional cap a carretera convencional S-230 Indica les direccions del ramal de la pròxima sortida i la distància a la qual es troba. |
| Senyalització en carretera cap a carretera i direcció pròpia                                | Presenyalització amb senyals sobre la calçada en carretera convencional cap a carretera convencional i direcció pròpia S-230a Indica les direccions del ramal de la pròxima sortida i la distància a la qual es troba. També indica la direcció pròpia de la carretera convencional.                                                            |
| Senyalització en carretera cap a autopista o autovia                                        | Presenyalització amb senyals sobre la calçada en carretera convencional cap a autopista o autovia S-232 Indica les direccions del ramal de la pròxima sortida i la distància a la qual es troba. |
| Senyalització en carretera cap a autopista o autovia i direcció pròpia                      | Presenyalització amb senyals sobre la calçada en carretera convencional cap a autopista o autovia i direcció pròpia S-232a Indica les direccions del ramal de la pròxima sortida i la distància a la qual es troba. També indica la direcció pròpia de la carretera convencional.                                                               |
| Senyalització en carretera cap a carretera                                                  | Presenyalització amb senyals sobre la calçada en autopista o autovia cap a qualsevol carretera S-235 Indica les direccions del ramal de la propera sortida, la distància a la qual es troba i el número de l'enllaç. |
| Senyalització en autopista cap a carretera                                                  | Presenyalització amb senyals sobre la calçada en autopista o autovia cap a qualsevol carretera i direcció pròpia S-235a Indica les direccions del ramal de la propera sortida, la distància a la qual es troba i el número de l'enllaç. També indica la direcció pròpia de l'autopista o autovia.                                               |
| Senyalització en autopista de dues sortides pròximes                                        | Presenyalització en autopista o autovia de dues sortides molt pròximes cap a qualsevol carretera S-242 Indica les adreces dels ramals de les dues sortides consecutives de l'autopista o autovia, la distància, el número del enllaç i la lletra de cada sortida.                                                                               |
| Senyalització en autopista de dues sortides pròximes i direcció pròpia                      | Presenyalització en autopista o autovia de dues sortides molt pròximes cap a qualsevol carretera i direcció pròpia S-242a Indica les adreces dels ramals de les dues sortides consecutives de l'autopista o autovia, la distància, el nombre de l'enllaç i la lletra de cada sortida. També indica la direcció pròpia de l'autopista o autovia. |
| Presenyalització d'itinerari                                                                | Presenyalització d'itinerari S-250 Indica l'itinerari que cal seguir per prendre la direcció que assenyala la fletxa. |
| Presenyalització de carrils                                                                 | Presenyalització de carrils S-260 Indica les úniques adreces permeses, en la pròxima intersecció, als usuaris que circulen pels carrils assenyalats. |
| Presenyalització d'itinerari d'àrea de servei                                               | Presenyalització en carretera convencional de zona o àrea de servei S-261 Indica, en una carretera convencional, la proximitat d'una sortida cap a una zona o àrea de servei. |
| Presenyalització en autopista o autovia d'una zona o àrea de serveis amb sortida compartida | Presenyalització en autopista o autovia d'una zona o àrea de serveis amb sortida compartida S-263 Indica, en autopista o autovia, la proximitat d'una sortida cap a una zona o àrea de servei, i que aquesta coincideix amb una sortida cap a una o diverses poblacions.                                                                        |
| Presenyalització en autopista o autovia d'una zona o àrea de serveis amb sortida exclusiva  | Presenyalització en autopista o autovia d'una zona o àrea de serveis amb sortida exclusiva S-263a Indica, en autopista o autovia, la proximitat d'una sortida cap a una zona o àrea de servei. |

1. 1 2  Els senyals marcats van ser anul·lats amb la publicació del nouReglament General de Circulació, aprovat
per Reial Decret 1428/2003, de 21 de novembre 
 La denominació  via ràpida  i tots els senyals de fons verd relacionats van ser descatalogats.

#### Senyals de direcció
| Imatge | Nom i significat |
|        | Poblacions d'un itinerari per carretera convencional S-300 Indica noms de poblacions situades en un itinerari constituït per una carretera convencional i el sentit pel qual aquelles s'assoleixen. El caixetí situat dins del senyal defineix la categoria i número de la carretera. Les xifres inscrites dins del senyal indiquen la distància en quilòmetres.                             |
|        | Poblacions en un itinerari per autopista o autovia S-301 Indica noms de poblacions situades en un itinerari constituït per una autopista o autovia i el sentit pel qual aquelles s'assoleixen. El caixetí situat dins del senyal defineix la categoria i número de la carretera. Les xifres inscrites dins del senyal indiquen la distància en quilòmetres.                                  |
|        | Poblacions de diversos itineraris S-310 Indica carreteres i poblacions que s'assoleixen en el sentit que indica la fletxa. |
|        | Llocs d'interès per carretera convencional S-320 Indica llocs d'interès general que no són poblacions en un itinerari constituït per una carretera convencional. Les xifres inscrites dins del senyal indiquen la distància en quilòmetres. |
|        | Llocs d'interès per autopista o autovia S-321 Indica llocs d'interès que no són poblacions en un itinerari constituït per una autopista o autovia. Les xifres inscrites dins del senyal indiquen la distància en quilòmetres. |
|        | Senyal de destinació cap a una via ciclista o senda pedalable S-322 Indica l'existència en la direcció apuntada per la fletxa d'una via ciclista o senda pedalable. Les xifres escrites dins del senyal indiquen la distància en quilòmetres. |
|        | Senyals de destí de sortida immediata cap a carretera convencional S-341 Indica el lloc de sortida d'una autopista o autovia cap a una carretera convencional. La xifra indica el número de l'enllaç. |
|        | Senyals de destí de sortida immediata cap a autopista o autovia S-342 Indica el lloc de sortida d'una autopista o autovia cap a una autopista o autovia. La xifra indica el número de l'enllaç. |
|        | Senyals de destí de sortida immediata cap a una zona, àrea o via de serveis S-344 Indica el lloc de sortida de qualsevol carretera cap a una zona, àrea o via de serveis. |
|        | Senyals de destí de sortida immediata cap a una zona, àrea o via de serveis, amb sortida compartida cap a una autopista o autovia S-347 Indica el lloc de sortida de qualsevol carretera cap a una zona, àrea o via de serveis, sent aquesta coincident amb una sortida cap a una autopista o autovia.                                                                                       |
|        | Senyal de destinació en desviament S-348 Indica que per l'itinerari provisional de desviament i en el sentit indicat per la fletxa s'arriba a una determinada destinació. |
|        | Senyal variable de destinació S-348b Indica que en el sentit apuntat per la fletxa s'arriba al destí que apareix en el senyal. |
|        | Senyal sobre la calçada, en carretera convencional. Sortida immediata cap a carretera convencional S-350 Indica, a la carretera convencional, el lloc en què s'inicia el ramal de sortida, les adreces que s'assoleixen per la sortida immediata per una carretera convencional i, si escau, el nom d'aquesta.                                                                               |
|        | Senyal sobre la calçada en autopista i autovia. Sortida immediata cap a carretera convencional S-351 Indica, en autopista i autovia, el lloc en què s'inicia el ramal de sortida de qualsevol carretera, les adreces que s'assoleixen per la sortida immediata per una carretera convencional i, si escau, el nom d'aquesta. També indica el nom i, si escau, la lletra de l'enllaç i ramal. |
|        | Senyal sobre la calçada, en carretera convencional. Sortida immediata cap a autopista o autovia S-354 Indica, al lloc en què s'inicia el ramal de sortida, les adreces que s'assoleixen per la sortida immediata per una autopista o una autovia i, si s'escau el nom d'aquestes. |
|        | Senyal sobre la calçada, en autopista, autovia i via ràpida. Sortida immediata cap a autopista o autovia S-355 Indica, al lloc en què s'inicia el ramal de sortida, les adreces que s'assoleixen per la sortida immediata per una autopista o una autovia i, si escau, el nom d'aquestes. També indica el nom i, si escau, lletra, l'enllaç i ramal.                                         |
|        | Senyals sobre la calçada en carretera convencional. Sortida immediata cap a carretera convencional i direcció pròpia S-360 Indica, en una carretera convencional, les adreces que s'assoleixen per la sortida immediata cap a una altra carretera convencional. També indica la direcció pròpia de la carretera convencional i el seu nom.                                                   |
|        | Senyals sobre la calçada en carretera convencional. Sortida immediata cap a autopista o autovia i direcció pròpia S-362 Indica, en una carretera convencional, les adreces que s'assoleixen per la sortida immediata cap a una autopista o una autovia. També indica la direcció pròpia de la carretera convencional.                                                                        |
|        | Senyals sobre la calçada en autopista o autovia. Sortida immediata cap a carretera convencional i direcció pròpia S-366 Indica, en una autopista o una autovia, les direccions que s'assoleixen per la sortida immediata cap a una carretera convencional, així com el número de l'enllaç i, si escau, la lletra del ramal. També indica la direcció pròpia de l'autopista o l'autovia.      |
|        | Senyals sobre la calçada en autopista o autovia. Sortida cap a autopista o autovia i direcció pròpia S-368 Indica, en una autopista o una autovia, les direccions que s'assoleixen per la sortida immediata cap a una autopista o una autovia, així com el número de l'enllaç i, si escau, la lletra del ramal. També indica la direcció pròpia de l'autopista o de l'autovia.               |
|        | Senyals sobre la calçada en autopista o autovia. Dues sortides immediates molt pròximes cap a carretera convencional i direcció pròpia S-373 Indica les direccions dels ramals de les dues sortides consecutives de l'autopista o autovia. La distància de la segona, el número de l'enllaç i la lletra de cada sortida. També indica la direcció pròpia de l'autopista o autovia.           |
|        | Senyals sobre la calçada en autopista o autovia. Dues sortides immediates molt pròximes cap a autopista o autovia i direcció pròpia S-375 Indica les direccions dels ramals de les dues sortides consecutives de l'autopista o autovia, la distància de la segona, el número de l'enllaç i la lletra de cada sortida. També indica la direcció pròpia de l'autopista o autovia.              |

#### Senyals d'identificació de carreteres
Són senyals que identifiquen les vies pel seu nom, compostes per xifres, lletres o una combinació d'ambdues, o pel seu nom. Estan constituïdes per aquest número o aquest nom enquadrats en un rectangle o en un escut.
Tenen la nomenclatura i el significat següents:
| Imatge | Nom i significat |
| ------ | --- |
|        | Itinerari Europeu S-400 Identifica un itinerari de la Xarxa Europea. |
|        | Autopista o autovia S-410 Identifica una autopista o autovia. Quan aquesta és d'àmbit autonòmic, a més de la lletra A i a continuació del número corresponent o bé a sobre del senyal amb un panell complementari, poden incloure les sigles d'identificació de la comunitat autònoma. Cap carretera que no tingui característiques d'autopista o autovia podrà identificar amb la lletra A. Quan l'Autopista o autovia és una ronda o circumval·lació la lletra A es pot substituir per les lletres indicatives de la ciutat, d'acord amb el codi establert a l'efecte pels ministeris de Foment i Interior. |
|        | Autopista de Peatge S-410a Identifica una autopista de Peatge. |
|        | Carretera de la xarxa general de l'Estat S-420 Identifica una carretera de la xarxa general de l'Estat, que no sigui autopista o autovia. |
|        | Carretera autonòmica de primer nivell S-430 Identifica una carretera del primer nivell, que no sigui autopista o autovia, de la xarxa autonòmica de la Comunitat a la qual corresponen les sigles d'identificació. |
|        | Carretera autonòmica de segon nivell S-440 Identifica una carretera del segon nivell, que no sigui autopista o autovia, de la xarxa autonòmica de la Comunitat a la qual corresponen les sigles d'identificació. |
|        | Carretera autonòmica de tercer nivell S-450 Identifica una carretera del tercer nivell, que no sigui autopista o autovia, de la xarxa autonòmica de la Comunitat a la qual corresponen les sigles d'identificació. |

#### Senyals de localització
Els senyals de localització s'usen per a indicar:
- La frontera entre dos estats.
- El límit entre dues divisions administratives del mateix Estat.
- El nom d'un poblat, un riu, un port, un lloc o una altra circumstància de naturalesa anàloga.

La nomenclatura i significat dels senyals de localització són els següents:
| Imatge | Nom i significat |
| ------ | --- |
|        | Entrada a població S-500 Indica que s'ha entrat en un poblat i que a partir d'aquest punt s'apliquen les normes de circulació en poblat. |
|        | Sortida de població S-510 Indica que s'ha sortit d'un poblat i que a partir d'aquest punt es deixen d'aplicar les normes de circulació en poblat. |
|        | Situació de punt característic de la via S-520 Indica un lloc d'interès general a la via. |
|        | Entrada a provincia S-540 Indica que s'ha entrat en una altra província. |
|        | Entrada a comunitat autònoma S-550 Indica que s'ha entrat en una altra comunitat autònoma, mostrant només el nom de la comunitat autònoma. |
|        | Entrada a comunitat autònoma S-560 Indica que s'ha entrat en una altra comunitat autònoma, mostrant el nom de la comunitat autònoma i el de la província. |
|        | Fita quilomètrica en Autopista i Autovia S-570 Indica el punt quilomètric de l'autopista o autovia, la identificació apareix a la part superior. |
|        | Fita quilomètrica a Autopista de Peatge S-570a Indica el punt quilomètric de l'autopista de peatge, la identificació apareix a la part superior. |
|        | Fita quilomètrica en Autopista i Autovia que, a més, forma part d'un Itinerari Europeu. S-571 Indica el punt quilomètric de l'autopista o autovia que, a més, forma part d'un Itinerari Europeu, la identificació apareix a la part superior del senyal. |
|        | Fita quilomètrica en Carretera Convencional. S-572 Indica el punt quilomètric d'una carretera convencional, la identificació apareix a la part superior sobre el fons del color que correspongui a la xarxa de carreteres a la qual pertanyi: VERMELL: Carretera de la Xarxa general de l'Estat (vegeu el senyal S-420). TARONJA: Carretera Autonòmica de 1.r nivell (vegeu el senyal S-430). VERD: Carretera Autonòmica de 2n nivell (vegeu el senyal S-440). GROC: Carretera Autonòmica de 3.r nivell (vegeu el senyal S-450). |
|        | Fita quilomètrica en Itinerari Europeu S-573 Indica el punt quilomètric d'una carretera convencional i que forma part d'un Itinerari Europeu, les lletres i números apareixen a la part superior del senyal. VERMELL: Carretera de la Xarxa de Carreteres de l'Estat (vegeu el senyal S-420). TARONJA: Carretera Autonòmica de 1.r nivell (vegeu el senyal S-430). |
|        | Fita miriamètrica a l'autopista o Autovia S-574 Indica el punt quilomètric d'una autopista o autovia quan aquell és múltiple de 10. |
|        | Fita miriamètrica en Carretera Convencional S-574a Indica el punt quilomètric d'una carretera convencional quan aquell és múltiple de 10. |
|        | Fita miriamètrica a Autopista de Peatge S-574b Indica el punt quilomètric d'una autopista de peatge quan aquell és múltiple de 10. |
|        | Fita miriamètrica S-575 Indica el punt quilomètric d'una carretera, que no és autopista ni autovia, quan aquell és múltiple de 10. El color es correspon amb el de la xarxa de la qual forma part la carretera: TARONJA: Carretera Autonòmica de 1.r nivell (vegeu el senyal S-430). VERD: Carretera Autonòmica de 2n nivell (vegeu el senyal S-440). GROC: Carretera Autonòmica de 3.r nivell (vegeu el senyal S-450). |

#### Senyals de confirmació
| Imatge | Nom i significat |
| ------ | --- |
|        | Confirmació de poblacions en un itinerari per carretera convencional S-600 Indica, en carretera convencional, els noms i distàncies en quilòmetres a les poblacions expressades. |
|        | Confirmació de poblacions en un itinerari per autovia o autopista S-602 Indica, en autopista o autovia, els noms i distàncies en quilòmetres a les poblacions expressades.       |

#### Senyals d'ús específic en poblat
| Imatge | Nom i significat |
| ------ | --- |
|        | Llocs de la xarxa viària urbana S-700 Indica els noms de carrers, avingudes, places, glorietes o de qualsevol altre punt de la xarxa viària.                                                                             |
|        | Llocs d'interès per a viatgers S-710 Indica els llocs d'interès per als viatgers, com ara estacions, aeroports, zones d'embarcament dels ports, hotels, campaments, oficines de turisme i automòbil club.                |
|        | Llocs d'interès esportiu o recreatiu S-720 Indica els llocs en què predomina un interès esportiu o recreatiu. |
|        | Llocs de caràcter geogràfic o ecològic S-730 Indica els llocs de tipus geogràfic o d'interès ecològic. |
|        | Llocs d'interès monumental o cultural S-740 Indica els llocs d'interès monumental, històric, artístic o, en general, cultural.                                                                                           |
|        | Zones d'ús industrial S-750 Indica les zones d'important atracció de camions, mercaderies i, en general, tràfic industrial pesat.                                                                                        |
|        | Autopistes i autovies S-760 Indica les autopistes i autovies i els llocs als quals es pot accedir mitjançant aquestes vies.                                                                                              |
|        | Altres llocs i vies S-770 Indica les carreteres que no siguin autopistes o autovies, els poblats als quals per elles es pugui accedir, així com altres llocs d'interès públic no compresos en els senyals S-700 a S-760. |

### Panells complementaris
| Imatge | Nom i significat |
| ------ | --- |
|        | Distància al començament del perill o prescripció S-800 Indica la distància des del lloc on està el senyal a aquell en què comença el perill o comença a regir la prescripció d'aquella. En el cas que estigui col·locada a sota del senyal d'advertència de perill estrenyiment de calçada, pot indicar l'amplada lliure de l'esmentat estrenyiment. |
|        | Longitud del tram perillós o subjecte a prescripció S-810 Indica la longitud en què hi ha el perill o en què s'aplica la prescripció. |
|        | Extensió de la prohibició, a un costat S-820 S-821 Col·locada sota un senyal de prohibició, indica la distància en què s'aplica aquesta prohibició en el sentit de la fletxa. |
|        | Extensió de la prohibició, a banda i banda S-830 Col·locada sota un senyal de prohibició, indica les distàncies en què s'aplica aquesta prohibició en cada sentit indicat per les fletxes. |
|        | Presenyalització de detenció obligatòria S-840 Col·locada sota el senyal de cedir el pas, indica la distància a què es troba el senyal de detenció obligatòria o stop de la pròxima intersecció. |
|        | Itinerari amb prioritat S-850 S-851 S-852 S-853 Panell addicional del senyal R-3, que indica l'itinerari amb prioritat. |
|        | Genèric S-860 Panell per a qualsevol altre aclariment o delimitació del senyal o semàfor sota el qual estigui col·locat. |
|        | Aplicació de la senyalització S-870 Indica, sota el senyal de prohibició o prescripció, que la mateixa es refereix exclusivament al ramal de sortida la direcció coincideix aproximadament amb la de la fletxa. |
|        | Aplicació de senyalització a determinats vehicles S-880 Indica, sota el senyal vertical corresponent, que el senyal es refereix exclusivament als vehicles que figuren en el panell, i que poden ser camions, vehicles amb remolc, autobusos o cicles.                                                                                                |
|        | Panell complementari d'un senyal vertical S-890 Indica, sota un altre senyal vertical, que aquesta es refereix a les circumstàncies que s'assenyalen en el panell com neu, pluja o boira. |

### Altres senyals
Altres senyals d'indicació són les següents:
| Imatge | Nom i significat |
| ------ | --- |
|        | Perill d'incendi S-900 Adverteix del perill que representa encendre un foc. |
|        | Extintor S-910 Indica la situació d'un extintor d'incendis. |
|        | Entrada a Espanya S-920 Indica que s'ha entrat en territori espanyol per una carretera procedent d'un altre país. |
| 1 km   | Confirmació del país S-930 Indica el nom del país cap al qual es dirigeix la carretera. La xifra a la part inferior indica la distància a la qual es troba la frontera.                                                                      |
|        | Limitacions de velocitat a Espanya S-940 Senyal d'informació de velocitat màxima en cada tipus de carretera. aquest senyal es col·loca a l'entrada a territori espanyol per una carretera procedent d'un altre país o al costat d'una duana. |
|        | Radiofreqüència d'emissores específiques d'informació sobre carreteres S-950 Indica la freqüència a la qual cal connectar el receptor de radiofreqüència per rebre informació.                                                               |
|        | Telèfon d'emergència S-960 Indica la situació d'un telèfon d'emergència. |
|        | Apartador S-970 Indica la situació d'un apartador d'un extintor d'incendis i telèfon d'emergència. |
|        | Sortida d'emergència S-980 Indica la situació d'una sortida d'emergència. |
|        | Cartell fletxa indicativa senyal d'emergència en túnels S-990 Indica la direcció i distància a una sortida d'emergència. |

### Senyals en els vehicles
| Imatge | Nom i significat |
| ------ | --- |
|        | Vehicle prioritari V-1 Indica que es tracta d'un vehicle dels serveis de policia, extinció d'incendis, protecció civil i salvament, o d'assistència sanitària, en servei urgent, si s'utilitza de forma simultània amb l'aparell emissor de senyals acústics especials, el qual s'ajustarà respecte a les seves condicions tècniques.                                       |
|        | Vehicles per a obres o serveis, tractors agrícoles, maquinària agrícola automotriu, altres vehicles especials, transports especials i columnes militars V-2 Indica que es tracta d'un vehicle d'aquesta classe en servei, o d'un transport especial o columna militar. Utilitzaran un senyal lluminosa, anomenada rotariva, quan interrompin o obstaculitzin la circulació. |
|        | Vehicle policial V-3 Senyalitza un vehicle d'aquesta classe en servei no urgent. Estarà constituïda per una retolació, reflectant o no, en els costats del vehicle, que incorpora la denominació del cos policial i la seva imatge corporativa. |
|        | Limitació de velocitat V-4 Indica que el vehicle no ha de circular a velocitat superior, en quilòmetres per hora, a la xifra que figura en el senyal. A la imatge la placa es troba a dalt a l'esquerra. |
|        | Vehicle lent V-5 Indica que es tracta d'un vehicle de motor o conjunt de vehicles que, per construcció, no pot sobrepassar la velocitat de 40 quilòmetres per hora. |
|        | Vehicle llarg V-6 Indica que el vehicle, o conjunt de vehicles, té una longitud superior a 12 metres. Senyal que apareix juntament amb la placa de matrícula |
|        | Distintiu de nacionalitat espanyola V-8 Indica que el vehicle està matriculat a Espanya. El distintiu "E", és en relació amb vehicles, l'acrònim que identifica Espanya. |